# Житловий будинок (вулиця Гоголя, 8)
Житловий будинок, Будинок готелю — пам'ятка архітектури та пам'ятка історії місцевого значення у Ніжині.

## Історія
Рішенням виконкому Чернігівської обласної ради народних депутатів трудящих від 31.05.1971 № 286 надано статус «пам'ятник історії місцевого значення» з охоронним № 124 під назвою «Будинок, де розміщувався штаб Таращанського полку, який брав участь у визволенні міста від військ Директорії УНР у 1919 році».
Наказом Міністерства культури і туризму від 21.12.2012 № 1566 надано статус п"ам'ятник архітектури місцевого значення" з охоронним № 10015-Чр під назвою «Житловий будинок».
Наказом Департаменту культури та туризму, національностей та релігій Чернігівської обласної державної адміністрації від 12.11.2015 № 254 для пам'ятника історії використовується нова назва — «Будинок готелю».

## Опис
У січні 1919 року у будинку штаб Таращанського полку, який брав участь в окупації міста під час війни з УНР.
1967 року на фасаді будинку було встановлено меморіальну дошку Таращанському полку, 1987 року замінено на нову (мармур, 0,4×0,4 м), нині демонтовано.